# Nealcidion latum
Nealcidion latum es una especie de escarabajo longicornio del género Nealcidion, tribu Acanthocinini, subfamilia Lamiinae. Fue descrita científicamente por Thomson en 1860.

## Descripción
Mide 9-12 milímetros de longitud.

## Distribución
Se distribuye por México.